# Bohumil Kasal
Bohumil Kasal (* 1956 Vojnův Městec) je český vědec. V roce 2009 byl na ČVUT jmenován profesorem.

## Kariéra
Působil na amerických univerzitách: v letech 1992–2005 na North Carolina State University a v letech 2005–2010 na Pennsylvania State University (Bernard and Henrietta Hankin Chair of Residential Building Construction, Professor of Civil Engineering a Professor of Architectural Engineering). Na Penn State řídil Kasal také Pennsylvania Housing Research Center. Na NCSU, kde byl také členem senátu, působil jako Professor na Department of Forest Biomaterials a také Civil and Environmental Engineering. V letech 2010 až 2024 působil na německé TU Braunschweig a byl ředitelem  institutu Fraunhofer WKI v Braunschweigu. Od roku 2017 působí na University of Primorska  a je profesorem na NCSU v USA a TU Braunschweig.  Studoval na Oregon State University (PhD, a MS), Virginia Tech, Blacksburg, VA (MS) a ve Zvolenu (Ing.).
Kasal je autorem více než 200 publikací, členem redakčních rad v odborných časopisech, mezinárodních vědeckých organizací a přednášel na řadě universit v Evropě, Severní i Jižní Americe, Austrálii a Asii. Je uznávaným expertem v oblasti lehkých konstrukcí pod extrémním zatížením, experimentální mechaniky, a materiálů na bázi přírodních vláken a dřeva. Kasal je Fulbright Scholar.

## Politická angažovanost
Ve volbách do Senátu PČR v roce 2020 kandidoval jako nestraník za hnutí SPD v obvodu č. 51 – Žďár nad Sázavou. Se ziskem 4,78 % hlasů skončil na 5. místě a do druhého kola nepostoupil.